# Stari kršćanin
Stari kršćanin (španjolski: Cristiano Viejo, portugalski: cristão-Velho, katalonski: cristià Vell) je društvena i zakonska kategorija koja se koristila na Iberijskom poluotoku od kraja 15. i početka 16. stoljeća nadalje, s ciljem razlikovanja portugalskog i španjolskog naroda koji su imali potvrđenu čistoću krvi od populacije novih kršćana, uglavnom osoba djelomičnog ili potpunog židovskog ili maurskog podrijetla koje su prešale na kršćanstvo, i njihovih potomaka.
Nakon protjerivanja Židova iz Španjolske 1492 i Portugala 1497, svo židovsko stanovništvo u Iberiji je službeno postalo kršćansko. Novi kršćani su uvijek bili pod sumnjom otpadništvo. Stvaranje španjolske inkvizicije godine 1478. i portugalske inkvizicije 1536. je opravdavano potrebom borbe protiv krivovjerja. Vjerovalo se da su mnogi novi kršćani prakticirali svoju izvornu vjeru u tajnosti te,  u stvari, u velikom broju bili kripto-židovi. Stoga je izraz "stari kršćanin"  bio uveden za razlikovanje od obraćenika (conversos) i njihovih potomaka, koji su bili gledani kao potencijalni krivovjerci   i prijetnjama katoličkom pravovjerju. Novi kršćani muslimanskog podrijetla nazivani su pogrdno moriscos, što znači „ poput Maura“. Oni židovskog podrijetla nazvani marranos (svinje, svinje).
Sustav i ideologija čistoće krvi izopćavala je nove kršćanske manjine iz društva, bez obzira na njihov stvarni stupanj iskrenosti kao preobraćenika, dajući daleko više povlastica starim kršćanima koji su bili većina stanovništva.
U Portugalu, pravna razlika između novih i starih kršćanskih je završila kroz zakonske odredbe koje je izdao markiz Pombal godine 1772.